# Furcaperla jiangxiensis
Furcaperla jiangxiensis és una espècie d'insecte plecòpter pertanyent a la família dels pèrlids que es troba a la Xina: Jiangxi.